# Kirche zum Guten Hirten (Elbing)

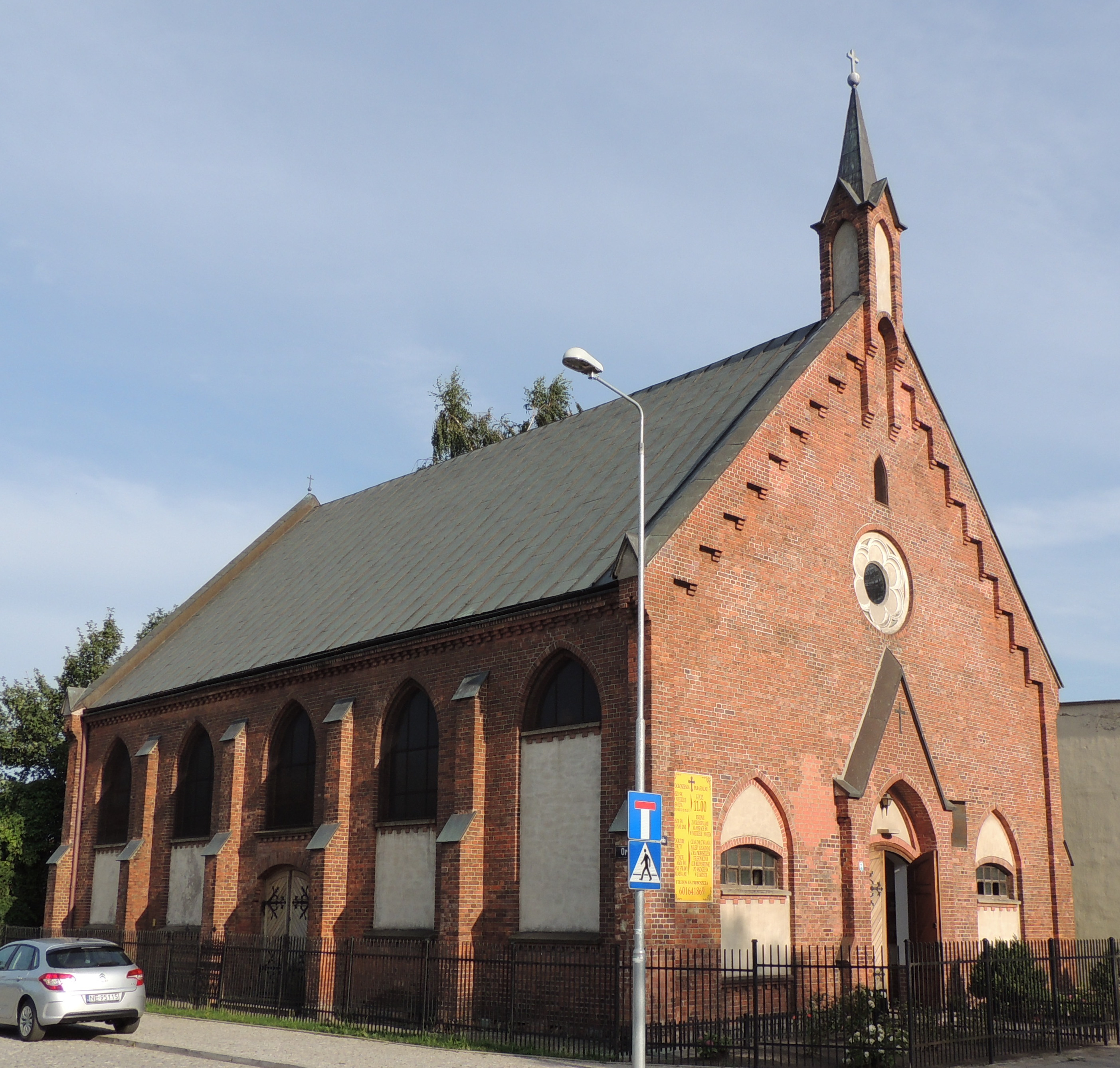
Die ehemals mennonitische Kirche besitzt bis heute keinen Glockenturm

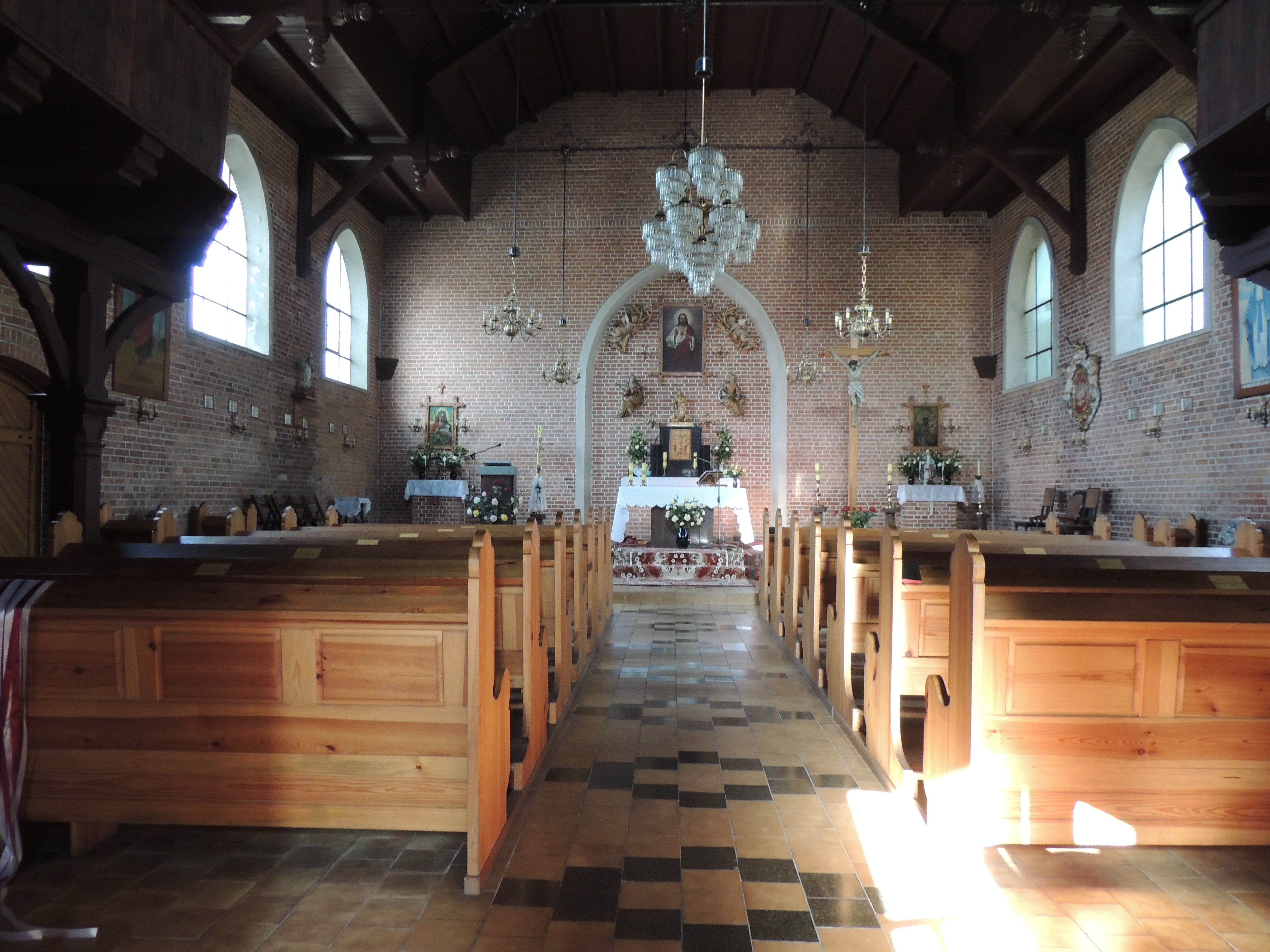
Interieur der Kirche

Die Kirche zum Guten Hirten (polnisch: Kościół Dobrego Pasterza) ist ein Kirchengebäude der Polnisch-Katholischen Kirche in Elbing (polnisch: Elbląg). Erbaut wurde die Kirche 1890 als Versammlungsstätte der Elbinger Mennoniten.

## Geschichte
Zur Geschichte der mennonitischen Gemeinden in Elbing siehe: Mennonitenkirche Elbing
Bereits 16. Jahrhundert siedelten sich in Elbing und Umgebung niederländische Täufer an. Obschon mehrmals von Ausweisung bedroht, konnte sich bald eine täuferisch-mennonitische Gemeinde bilden. Eine besondere Rolle spielten die Täufer nach 1565 bei der Kultivierung des außerhalb der Stadtmauern gelegenen Ellerwaldes. Im Jahr 1585 bekamen zwei Mennoniten erstmals das Elbinger Bürgerrecht zugesprochen und fünf Jahre später konnte mit der Mennonitenkirche in der Elbinger Altstadt ein erstes täuferisch-mennonitisches Versammlungshaus in der Stadt errichtet werden. Dieses im Stil des Manierismus erbaute Giebelgebäude ist bis heute erhalten und gilt als Beispiel für den Typus der versteckten Kirchen (Schuilkerk). Nachdem es im 19. Jahrhundert auch für die Mennoniten möglich wurde, Kirchen zu errichten, die auch nach außen als solche zu erkennen waren, wurde 1890 mit dem Bau einer neuen Kirche auf der Elbinger Speicherinsel in der Berliner Straße 20 begonnen. Die Kirche verblieb bis zur Vertreibung der deutschen Einwohner am Ende des Zweiten Weltkrieges Gemeindekirche der Elbinger Mennoniten. Im August 1947 übernahm die Polnisch-Katholische Kirche das Gebäude, in deren Besitz es bis heute ist. Die Kirche steht seit Juni 1994 unter Denkmalschutz.
Neben der Kirche zum Guten Hirten und der ersten Mennonitenkirche von 1590 gab es noch eine weitere 1783 gebaute Kirche für die im Ellerwald lebenden Gemeindeglieder sowie eine 1852 nach einer Spaltung der Gemeinde errichtete Kirche in der Reiferbahnstraße.

## Gebäude
Die 1890 im neugotischen Stil aus Backstein errichtete Kirche wurde als schlichte Predigtkirche ohne Kirchturm gebaut. Die Fassade ist von mehreren, heute zum Teil verbauten Spitzbogenfenstern geprägt. Über dem Eingangsportal ist anstelle eines Kirchturmes ein Dachreiter angebracht. Um das Kirchenäußere rankt sich ein einfacher Arkadenfries. Auch das Innere der Kirche ist relativ schlicht gehalten. Prägend sind die Galerien im Eingangsbereich. Heute ist die Kirche auch mit einem Kruzifix und figürlichen Darstellungen versehen, die in der ursprünglich protestantisch-mennonitischen Kirche nicht vorhanden waren.